# Violka trojbarevná
Violka trojbarevná neboli maceška trojbarevná (Viola tricolor) je jednoletá nebo víceletá bylina (typy řazené někdy do samostatného druhu Viola saxatilis) z čeledi violkovité (Violaceae). Je součástí taxonomicky složitého komplexu Viola tricolor agg., viz také violka nejmenší a violka rolní. Někteří autoři vyčleňují samostatný druh violka skalní (Viola saxatilis), např. Kirschner et Skalický (1990), zde je zastáváno pojetí druhu Viola tricolor s.l. podle Suda (2002). Rostliny dorůstají výšky nejčastěji 15–30 cm, vzácněji až 50 cm. Listy jsou jednoduché, jsou řapíkaté, horní někdy jen krátce. Čepele listů jsou eliptické až vejčité, horní jsou často mnohem užší, až úzce kopinaté, všechny jsou na okraji vroubkovaně pilovité. Na bázi listů jsou palisty, které jsou členěné, zpravidla nepravidelně dlanitodílné či peřenodílné, koncový úkrojek někdy připomíná list. Na květní stopce jsou 2 listénce, jsou umístěné celkem těsně pod květem. Květy jsou nevonné nebo vonné. Koruny jsou za plného květu do plochy rozevřené. Koruny jsou nejčastěji 15–25 mm vysoké, vzácněji i více, korunní lístky většinou svou délkou přesahují kališní, jsou světle až sytě žluté, většinou jsou na nich různé skvrny nejčastěji modré barvy, někdy modrá barva převažuje. Žláznatý výrůstek při bliznovém otvoru je výrazně vyvinut. V ČR kvete nejčastěji od dubna do srpna. Plodem je tobolka.

## Taxonomická problematika
Violka trojbarevná je velice variabilní, pojetí variabity se u různých autorů značně liší a problematika asi ještě není zcela dořešena. Zpracováno většinou podle Suda (2002), vypsány taxony udávané z ČR, jinde jsou známy ještě další.
- Violka trojbarevná pravá (Viola tricolor subsp. tricolor)

Poddruh zahrnuje jednoleté rostliny. Z toho vyplývá, že hlavní kořen je celkem tenký a je nevětvený. Lodyhy nejsou moc početné a tolik se nevětví. Květy obsahují alespoň trochu modrou barvu, nejčastěji modrá barva dominuje, jen výjimečně jsou celé žluté. Jsou to rostliny spíše antropogenních stanovišť, polní plevel, ruderální místa aj.
- Violka trojbarevná skalní (Viola tricolor subsp. saxatilis) neboli violka skalní pravá (Viola saxatilis subsp. saxatilis)

Poddruh zahrnuje vytrvalé rostliny, jsou ale vytrvalé jen krátce, spíše by se daly označit za víceleté. Z toho vyplývá, že hlavní kořen je silnější a vícehlavý. Lodyhy jsou celkem početné a často se větví, jsou vystoupavé nebo až přímé. Palisty jsou sice členěné, ale zpravidla ne až k bázi. Květy jsou většinou celé žluté, modrou barvu obsahují jen výjimečně (nutné ovšem hodnotit na celé populaci). Jsou to rostliny spíše přirozených stanovišť, roste na skalnatých místech, častější v kaňonovitých územích.
- Violka trojbarevná různobarevná (Viola tricolor subsp. polychroma) neboli violka skalní různobarevná (Viola saxatilis subsp. polychroma)

Poddruh zahrnuje vytrvalé rostliny, jsou ale vytrvalé jen krátce, spíše by se daly označit za víceleté. Z toho vyplývá, že hlavní kořen je silnější a vícehlavý. Lodyhy jsou celkem početné a často se větví, jsou vystoupavé nebo až přímé. Palisty jsou sice členěné, ale zpravidla ne až k bázi. Květy jsou většinou vícebarvé a skoro vždy obsahují modrou barvu, často skoro celé modrofialové (nutné ovšem hodnotit na celé populaci). Jsou to rostliny spíše přirozených stanovišť, roste na horských loukách, v ČR častěji na Šumavě v Krušných horách a v Jizerských horách. Fischer (1994) tento taxon neuznává.
- Violka trojbarevná Curtisova (Viola tricolor subsp. curtisii, syn. Viola tricolor var. maritima) neboli violka skalní Curtisova (Viola saxatilis subsp. curtisii)

Poddruh zahrnuje vytrvalé rostliny, jsou ale vytrvalé jen krátce, spíše by se daly označit za víceleté. Z toho vyplývá, že hlavní kořen je silnější a vícehlavý. Lodyhy jsou celkem početné, často jsou dosti poléhavé. Palisty jsou často hodně členěné, skoro až k bázi. Květy jsou většinou vícebarvé a skoro vždy obsahují modrou barvu, (nutné ovšem hodnotit na celé populaci). Jsou to rostliny spíše přirozených stanovišť, roste hlavně na píscích při mořském pobřeží, ale někdy i na píscích ve vnitrozemí, např. na Záhorské nížině na Slovensku. Odtud vzácně zasahuje až na písky JV Moravy.

## Rozšíření ve světě
Violka trojbarevná v širším pojetí (Viola tricolor s.l.) roste skoro v celé Evropě a na Kavkaze. Zavlečena byla do Severní Ameriky a patrně i jinam. Mapa rozšíření je zde: .

## Rozšíření v Česku
V ČR je to celkem hojný druh rozšířený na většině území. V nejvyšších horských polohách se vyskytuje jen výjimečně. Je to hlavně polní plevel, nebo se vyskytuje i na jiných ruderalizovaných místech. Taxony z okruhu Viola saxatilis se vyskytují i na víceméně přirozených stanovištích, jako jsou sutě, skály, písky nebo horské louky.

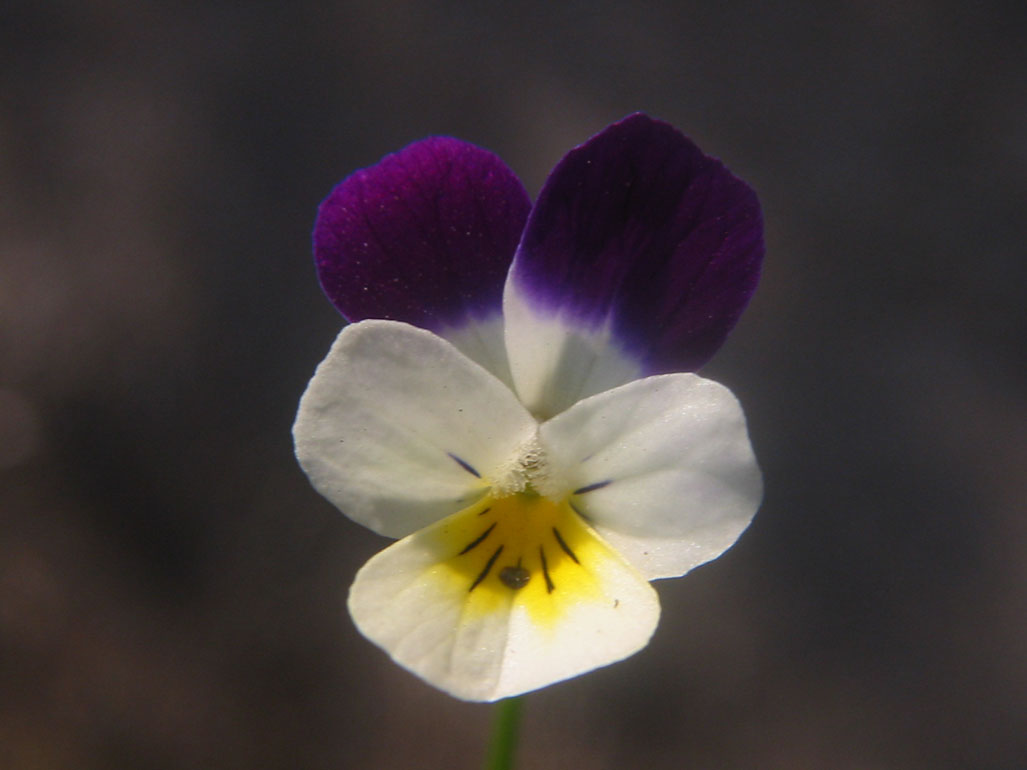
Viola tricolor var. tricolor
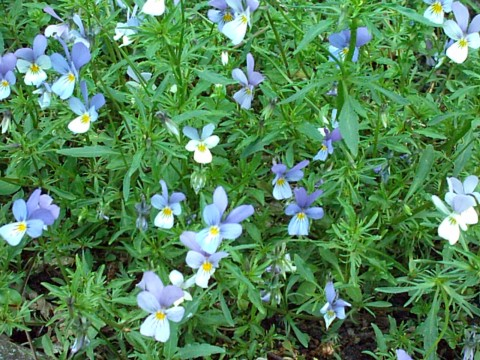
Viola tricolor var. maritima
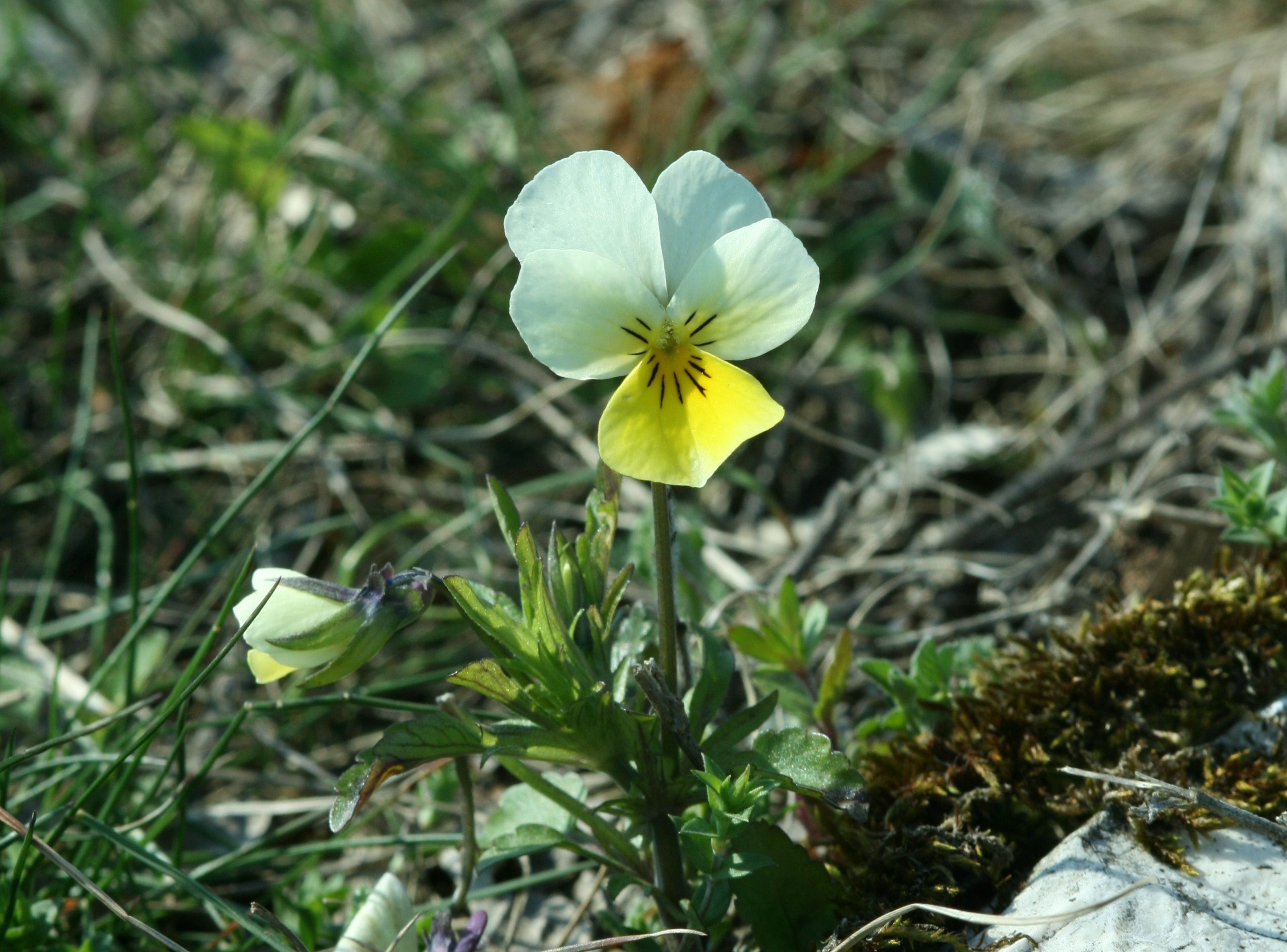
Viola tricolor ssp. saxatilis